# Hypochrysops wendisi
Hypochrysops wendisi är en fjärilsart som beskrevs av George Thomas Bethune-Baker 1909. Hypochrysops wendisi ingår i släktet Hypochrysops och familjen juvelvingar. Inga underarter finns listade i Catalogue of Life.

## Bildgalleri

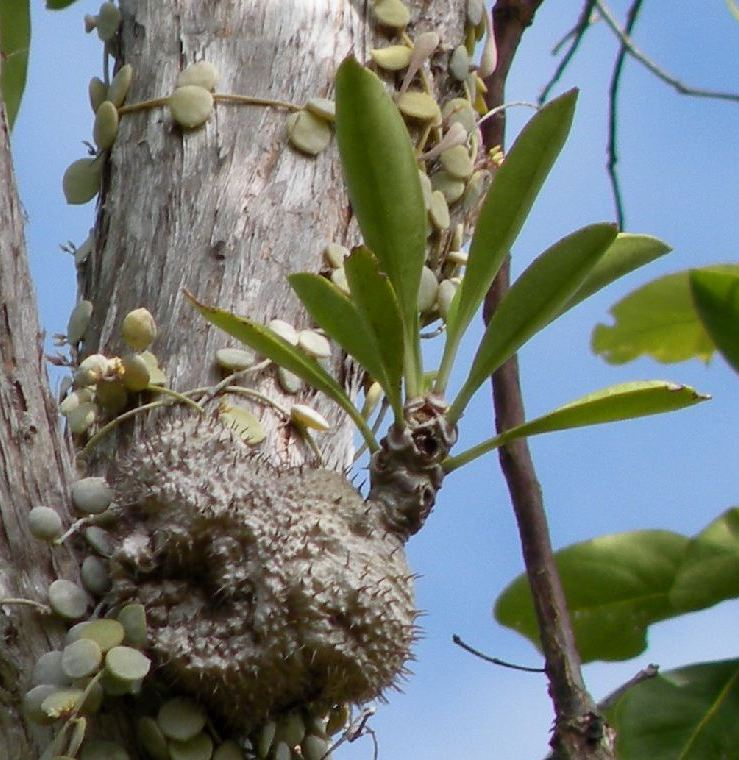
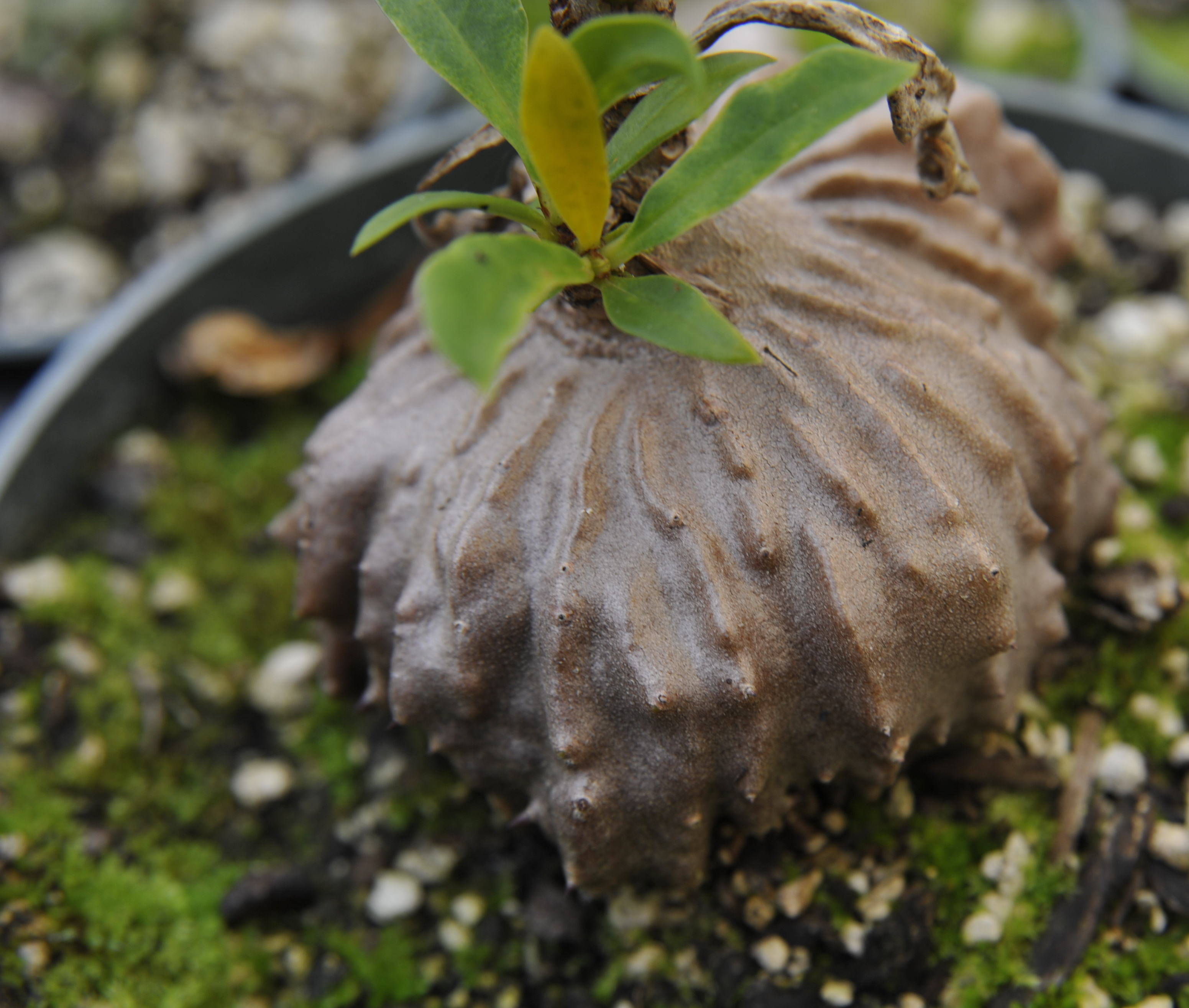